# Флюоборит
Флюоборит (англ. fluoborite; нім. Fluoborit m) — мінерал, флуороборат магнію острівної будови.

## Етимологія та історія
Назва — від елементів флуору і бору (P.Geijer, 1926). Синоніми: ноцеран, ноцерин.

## Загальний опис
Хімічна формула:
- 1. За Є. К. Лазаренком та «Fleischer's Glossary» (2004): Mg3[(F, OH)3BO3].
- 2. За К.Фреєм: B3[Mg9(F, OH)9O9].

Містить (%): MgO — 66,17; B2O3 — 19,05; H2O — 14,78.
Різновид — флуорфлюоборит.
Важливий промисловий мінерал бору.
Сингонія гексагональна. Дипірамідальний вид. Форми виділення: голчасті гексагональні призми та перисті, зірчасті і віялоподібні аґреґати. Густина 2,98-2,85. Тв. 3,5-3,75. Безбарвний до білого.

## Поширення
Зустрічається відносно рідко. Вперше знайдений на родовищі Талґруван (Швеція) в контактово-метасоматичному магнетитовому покладі в асоціації з людвігітом та хондродитом. Крім того, виявлений у Стерлінґ-Гілл (Нью-Джерсі, США), Ноцера (Італія), Фінляндії, Беатрис-Майн (Малайзія).